# Cochylis defessana
Cochylis defessana is een vlinder uit de familie bladrollers (Tortricidae). De wetenschappelijke naam is voor het eerst geldig gepubliceerd in 1861 door Mann.
De soort komt voor in Europa.